# Viktor Lipsnis
Viktor Lipsnis (Unión Soviética, 6 de diciembre de 1933-25 de septiembre de 1997) fue un atleta soviético especializado en la prueba de lanzamiento de peso, en la que consiguió ser subcampeón europeo en 1962.

## Carrera deportiva
En el Campeonato Europeo de Atletismo de 1962 ganó la medalla de plata en el lanzamiento de peso, llegando hasta los 18.38 metros, siendo superado por el húngaro Vilmos Varjú que con 19.02 metros batió el récord de los campeonatos, y por delante del polaco Alfred Sosgórnik (bronce).